# Classe Svärdfisken
La classe Svärdfisken (« Espadon » en suédois) était une classe de sous-marins de la marine royale suédoise. La classe se composait de deux sous-marins, achevés en 1914.

## Navires de la classe
| Nom             | Chantier naval | Lancement       | Commission       | Destin                                            |
| --------------- | -------------- | --------------- | ---------------- | ------------------------------------------------- |
| HMS Svärdfisken | Kockums        | 30 août 1914    | 12 octobre 1914  | radié de la liste des navires le 27 novembre 1936 |
| HMS Tumlaren    | Kockums        | 14 octobre 1914 | 10 décembre 1914 | radié de la liste des navires le 27 novembre 1936 |